# Admira 8

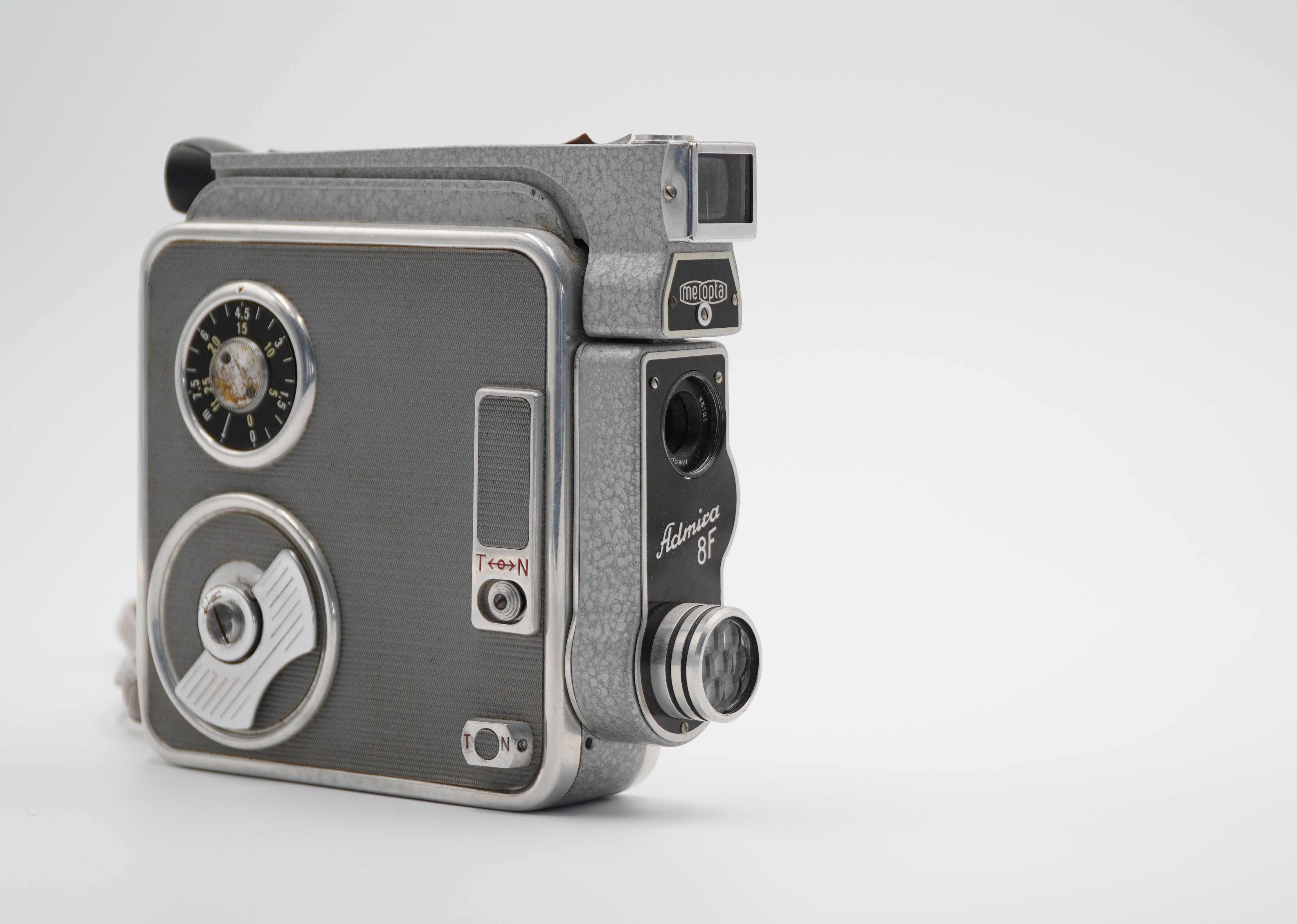
Meopta Admira 8F

Admira 8 F i 8 G – kamery filmowe 2 x 8 mm produkcji Czechosłowackiego przedsiębiorstwa Meopta wytwarzane w latach 1960-1964.
Kamera charakteryzowała się następującymi parametrami (wersja Admira 8 F):
- obiektyw: 2,8/12,5 mm, niewymienny, fix-focus,
- częstotliwość zdjęć: 18 klatek na sekundę,
- bieg poklatkowy,
- napęd sprężynowy,
- celownik lunetkowy bez wyrównania paralaksy,
- wbudowany światłomierz fotoelektryczny,
- półautomatyczne ustawianie przysłony obiektywu,
- nasadka Mirar 0,5x skracająca ogniskową do połowy,
- nasadka Mirar 2x przedłużająca dwukrotnie ogniskową,
- wyposażenie dodatkowe[1].

W wersji Admira 8 G dokonano pewnych modernizacji, m.in. unowocześniono obudowę.